# Црква Светог великомученика Прокопија у Чукуровцу
Црква Светог великомученика Прокопија у Чукуровцу, насељеном месту на територији општине Алексинац, припада Епархији нишкој Српске православне цркве.
Црква посвећена Светом Прокопију саграђена је на темељима цркве из античког периода. Први пут се помиње у турском попису из 1516. године, а касније у пописима из 1536, 1572. и 1834. године. У српско-турском рату 1876. године спаљена је до темеља. Године 1913. на овом месту ископана је кадионица и велики златни крст. Одмах након тога започета је изградња, која је прекинута због почетка Првог светског рата. Градња је настављена 1920. године, а у потпуности завршена 1926. године. Храм је освештао епископ нишки др Доситеј Васић 1926. године. Први свештеник који је службовао на овој парохији био је руски емигрант Алексеј Рутковић. Иконостас је рађен у периоду градње храма, од 1920. до 1926. године.
У порти храма налази се и парохијски дом, који је подигнут 1980. године. У порти се налазила и црквена зграда у којој је до 1950. године радила сеоска основна школа, која је 1997. године срушена, а на њеном месту је саграђена нова.